# Merkur Spiel-Arena
Az Esprit Arena egy német labdarúgó-stadion Düsseldorf városában, a Fortuna Düsseldorf csapat használatában, városi tulajdonban. Az 54 500 férőhelyes stadion építése 2002-ben kezdődött, 2004-re befejeződött, ez év szeptember 10-én volt a megnyitás. A stadion pályája nyitott, lelátói fedettek. A Fortuna Düsseldorf a megnyitás előtt egy 2002-ben lebontott, Rheinstadion nevű stadiont használt, melynek férőhelye az 1974-es megnyitáskor 74 ezer fő volt, de a bezárása idején elavultsága miatt már csupán 54 ezer férőhely volt a maximum, a város ezért döntött az új aréna építése mellett, mely a régi helyén áll. 2011-ben ez az aréna adott otthont a 2011-es Eurovíziós Dalfesztiválnak.